# Distretto di Skardu
Il distretto di Skardu (in urdu: ضلع سکردو) è uno dei nove distretti della regione di Gilgit-Baltistan, in Pakistan. È delimitata a sud-est dal distretto di Kargil sotto l'amministrazione indiana di Jammu e Kashmir, ad est dal distretto di Ghanche, a nord-est da Xinjiang (Cina), a sud con Baramulla e distretto di Karghil, a ovest da distretto di Astore e a nord da distretto di Gilgit.
Il capitale è l'omonima città di Skardu nel distretto di Skardu. È porta di accesso alla catena montuosa del Karakorum in Baltistan regione di Gilgit-Baltistan.